# Parapionosyllis macaronesiensis
Parapionosyllis macaronesiensis är en ringmaskart som beskrevs av Brito, Núñez och San Martín 2000. Parapionosyllis macaronesiensis ingår i släktet Parapionosyllis och familjen Syllidae. Inga underarter finns listade i Catalogue of Life.